# Onychognathia filifera
Onychognathia filifera är en djurart som tillhör fylumet käkmaskar, och som beskrevs av Riedl 1971. Onychognathia filifera ingår i släktet Onychognathia och familjen Onychognathiidae. Inga underarter finns listade i Catalogue of Life.